# Côtis-Capel
Pour les articles homonymes, voir Cotis, Capel et Lohier.
Côtis-Capel, pseudonyme littéraire d’Albert Lohier, né le 22 janvier 1915 à Urville-Hague dans le département de la Manche et mort le 30 octobre 1986 à Cherbourg, est un écrivain et prêtre français d'expression normande.
Son nom de plume est profondément lié à ses origines :  enfants, son frère et lui étaient appelés les « P'tit Côtis », du normand côtis (terrain en pente, maison située en coteau), car ils habitaient effectivement une maison en coteau, et Capel renvoie au nom de son village, le hameau Capel, à Urville-Hague.

## Biographie
Côtis-Capel compte parmi les poètes les plus inspirés de la langue normande, en parler haguais (cotentinais). Son cheminement personnel est original.
Né en 1915 à Urville-Hague (devenue maintenant Urville-Nacqueville), près de Cherbourg, enfant d’une modeste famille de pêcheurs, son choix délibéré d'écrire dans la langue utilisée par les habitants de La Hague est un hommage à l’univers rude mais chaleureux de son enfance.
Formé à l’Institut Saint-Paul, à Cherbourg, il entre peu avant la guerre de 1939-1945 au séminaire de Coutances.
Sous l'occupation, aumônier de la Jeunesse ouvrière chrétienne à Cherbourg, il ouvre un foyer pour les Requis, qui travaillent aux fortifications du Mur de l'Atlantique.
Prêtre-marin, de la Mission de la mer, le premier prêtre-marin de l'histoire, il s’engage aux côtés des marins en embarquant sur des chalutiers cherbourgeois, mais il est en butte à l'hostilité de la hiérarchie ecclésiastique à l'aventure de prêtres-ouvriers et il est contraint de débarquer en 1959, sur ordre du Vatican, après dix années de navigation. Il crée ensuite un certain nombre d’institutions, telle la caisse de solidarité des Veuves de Marins. Il participe également à la création de la coopérative de pêche et à celle de la criée de Cherbourg.
En 1971, il adhère à la section de Cherbourg du Parti Socialiste : il est alors le seul prêtre du diocèse membre du PS. Il est très actif durant les campagnes électorales, mais refuse d'entrer dans la municipalité de Cherbourg. Il est en effet en désaccord avec sa section sur la question du nucléaire et restera jusqu'à sa mort un farouche opposant à l'usine de retraitement de déchets nucléaires de la Hague :
Haro ! Pour le Hagu'-Di qu'vo-z avaez évraqui (Justice : Pour le Hague Dick que vous avez éventré)

Coum' tièraé sus nous terr's. L'Hagu'Di, ch'est nout' mémouère    (Comme fiché sur nos terres. Le Hague Dick c'est notre mémoire)

Vo l'avaez fait saugni. Ch'est nous qu'avons saugni.    (Vous l'avez fait saigner. c'est nous qui avons saigné.)

Haro ! Haro ! No n'veurt dé vos ôtis à ma.    (Au secours ! Au secours ! Nous ne voulons pas de vos outils de malheur.)

Haro ! Haro ! J'vous dis qu'vo copaez noute histouère.    (Au secours ! Au secours ! Je vous dis que vous cassez notre histoire.)

Haro ! Haro ! J'mâodis les syins qu'ount fait chenna.    (Au secours ! Au secours ! Je maudis ceux qui ont fait cela.)
Albert Lohier milite aussi au groupe de Cherbourg d'Amnesty International. À l'occasion d'une marche contre la torture en 1984, il publie L'ebrai (Le cri)
Il meurt d'un cancer en 1986 et est inhumé à Urville-Nacqueville.

## Œuvre
Ses poésies sont pour la plupart inspirées par la Hague, pointe nord-ouest de la péninsule du Cotentin, dont il était natif. Les gens, les arbres, les vents, les lieux auxquels il était attaché sont représentés dans une langue normande riche et imagée. La mer, enfin, est l’âme sœur de ce poète et pour elle, il a écrit ses vers les plus talentueux.
Dans son œuvre littéraire, la mer devient un véritable personnage qui le pousse à la création. « Il n’a rien », en effet, dira son préfacier, Fernand Lechanteur, « d’un poète-lauréat, d’un écrivain de profession, se mettant à heure fixe à sa table de travail pour s’acquitter de son poème journalier. Il lui faut l’inspiration ».
Aucune naïveté cependant, aucun régionalisme, la dureté de l’existence est en filigrane dans cette littérature.
Il obtient le prix littéraire du Cotentin en 1964.

### Publications

#### Œuvres
- Recueils de poèmes
  - Rocâles (1951),
  - À Gravage (1965), prix littéraire du Cotentin
  - Raz-Bannes (1970),
  - Graund Caté (1985),
  - Les Côtis (1985).
- Roman posthume
  - Ganache lé vuus péqueus (1987).

Quinze de ses poèmes ont été mis en musique par Daniel Bourdelès et enregistrés par l'association Magène. Ces chansons sont interprétées par Théo Capelle sur différents CD et dans le cadre de son récital. D'autres textes ont également été mis en chansons par Yannick Bonnissent. Ces deux interprètes ont la volonté de mieux faire connaître l'œuvre du poète.

#### Sur Albert Lohier
- « Côtis-Capel, de la Hague à l'universel », un film de Jacques Jean / CLT de Tourlaville
- Charles Cerisier, J'ai gardé le cap : Albert Lohier-Côtis-Capel : documents, Cherbourg, Isoète, 2008, 303 p. (ISBN 978-2-913920-73-6) - Préface de l'ouvrage par Alain Le Doaré, docteur en histoire, auteur de la thèse sur les « prêtres-marins » (publiée aux Presses du Septentrion, Lille, 2000).

## Pour approfondir